# Refugio de fauna

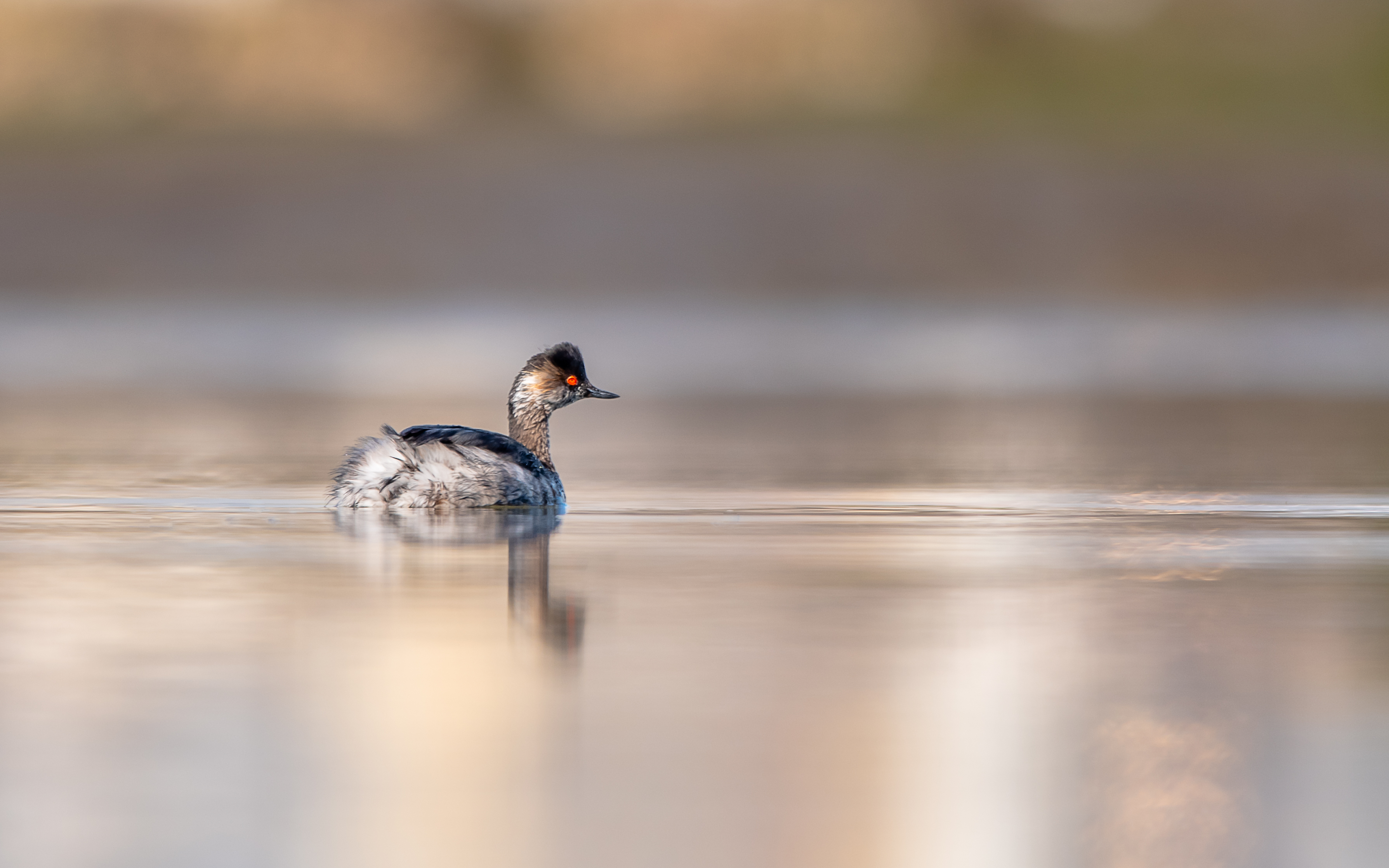
Fotografía de área natural protegida en Portugal.

Un refugio de fauna es un área natural protegida que, se establece oficialmente para la conservación de hábitats y especies animales. En ellas está prohibido, entre otras cosas, cualquier tipo de actividad cinegética.

## Cuba
En la legislación cubana, el «refugio de fauna» es una de las categorías de manejo del Sistema Nacional de Áreas Protegidas de Cuba, que ha sido definida por el Decreto Ley 201 que regula dicho sistema como un área terrestre, marina o una combinación de ambas, donde la protección y el manejo de los hábitats o especies resulte esencial para la subsistencia de poblaciones de fauna silvestre, migratoria o residente de significación. Los refugios de fauna no requerirán ser necesariamente territorios totalmente naturales, por lo que puede existir en ellos actividad humana vinculada al manejo de sus recursos, siempre que no contravenga las regulaciones establecidas y esté, en todo caso, en función de los objetivos específicos del área. Es equivalente a la Categoría IV definida por la UICN.